# غلاديشية كبيرة الثمار
غلاديشية كبيرة الثمار (الاسم العلمي:Gleditsia macrosperma) هي نوع نباتي يتبع جنس الغلاديشية من فصيلة البقولية.